# Шихсаидов, Хизри Исаевич
Хизри́ Иса́евич Шихсаи́дов (род. 1 августа 1947 года, Буйнакск, Дагестанская АССР) — российский государственный деятель, политик. Председатель Народного Собрания Республики Дагестан с 7 февраля 2013 года по 30 сентября 2021 года. Член Генерального совета партии «Единая Россия».
Ранее являлся депутатом Государственной Думы V и VI созывов от Всероссийской политической партии «Единая Россия», председателем Правительства Республики Дагестан.

## Биография
Родился 1 августа 1947 года в городе Буйнакске. По национальности — кумык. С 1954 года по 1965 год учился в средней школе № 2 города Буйнакска. В 1965 году поступил в Дагестанский сельскохозяйственный институт (ДСХИ) на факультет плодоовощеводства и виноградарства.

## Образование
В 1970 году окончил Дагестанский сельскохозяйственный институт, в 1982 году — Ростовскую Высшую партийную школу.

## Трудовая деятельность
С 1970 года работал агрономом на сельхозпредприятиях Буйнакского района.
С 1971 года — агроном в Дагсадвинтресте, главный агроном совхоза «Марковский» объединения «Дагвино», затем работал на различных должностях в партийных органах и на предприятиях сельского хозяйства республики (был председателем МРПО «Агропромхимия», заместителем председателя Госкомприроды, председателем Буйнакского райсовета народных депутатов, заместителем Председателя Верховного Совета РД).
В 1985—1990 годах — депутат Верховного Совета ДАССР XI созыва.
С 1990 по 1995 год — народный депутат Верховного Совета РД.
С ноября 1992 по октябрь 1995 года — президент Республиканской контрактной корпорации «Дагвино».
В 1995 году был избран депутатом Народного Собрания Республики Дагестан, в этом же году был назначен на должность Председателя Счетной палаты Республики Дагестан.
В августе 1997 года был назначен Председателем Правительства Республики Дагестан, одновременно являлся Первым заместителем Председателя Государственного Совета Республики Дагестан.
С октября 2004 года — Председатель Счетной палаты Республики Дагестан.
В 2007—2013 годах являлся депутатом Государственной Думы Федерального Собрания Российской Федерации.
С февраля 2013 года по настоящее время — Председатель Народного Собрания Республики Дагестан. Секретарь Дагестанского регионального отделения, член Генерального совета Всероссийской политической партии «Единая Россия».3.06.2021 сложил с себя полномочия Секретаря Дагестанского регионального отделения «Единая Россия».
В мае 2020 года, во время вспышки пандемии COVID-19 в республике, массовой фальсификации данных о больных и умерших в республике, Хизри Шихсаидов, общаясь с Президентом Путиным сообщил, что главное — это голосования за поправки в конституцию, которого жители Дагестана ждут.
7 июня 2021 года сообщил, что в ближайшее время покинет пост Председателя Народного Собрания Республики Дагестан.

## Скандал с угрозами
10 февраля 2021 года издание «Дагестанские известия» опубликовало видео от 9 октября 2020 года, в котором Шихсаидов заявил, что будет бороться с политическими оппонентами «патронами и наркотиками». «Мы знаем, как их [оппонентов] убрать, даже если это депутаты будут, мы знаем, как это делать. Найдем, как их убрать. У нас патронов много, наркотиков тоже… мы найдем у него наркотики в кармане», — говорит Шихсаидов. Хизри Шихсаидов назвал это видео «монтажом».

## Награды
- Орден Почёта (16 октября 2012 года) — за большой вклад в развитие российского парламентаризма и активную законотворческую деятельность[8].
- Орден Дружбы (13 октября 1998 года) — за заслуги перед государством, многолетний добросовестный труд, большой вклад в укрепление дружбы и сотрудничества между народами[9].
- Орден «Дружба» (31 июля 2017 года, Азербайджан) — за особые заслуги в развитии дружественных связей и сотрудничества между Азербайджанской Республикой и Российской Федерацией, а также народами Азербайджана и Дагестана[10].
- Орден «За заслуги перед Республикой Дагестан».
- Почётный знак Республики Дагестан «За любовь к родной земле».
- Почётный знак Государственной Думы Федерального Собрания Российской Федерации «За заслуги в развитии парламентаризма».
- Почётный знак Совета Федерации Федерального Собрания Российской Федерации «За заслуги в развитии парламентаризма».
- Лауреат премии Правительства Российской Федерации в области культуры (26 декабря 2011 года) — за проект «Международный культурный форум «Диалоги культур»[11].